# Ken Griffey Sr.
George Kenneth Griffey Sr. (Donora, Pensilvania, 10 de abril de 1950), más conocido como Ken Griffey Sr., es un exjugador profesional estadounidense de béisbol que se desempeñó en la posición de jardinero derecho en las Grandes Ligas de Béisbol (MLB). Logró obtener el premio MVP (jugador más valioso del Juego de Estrellas).

## Carrera
Griffey jugó como profesional nueve temporadas en Cincinnati Reds (1973-1981), después pasó a New York Yankees (1982-1986), luego a Atlanta Braves (1986-1988), posteriormente regresó a Cincinnati Reds (1988-1990), y finalmente, se unió a Seattle Mariners, donde jugó dos temporadas (1990-1991), y fue el equipo en el que se retiró.

## Premios
Fue galardonado con el MVP (jugador más valioso del Juego de Estrellas) en una oportunidad (1980).